# Utgard Peak
Der Utgard Peak ist ein 2050 m hoher und markanter Berg im ostantarktischen Viktorialand. In der Asgard Range des Transantarktischen Gebirges ragt er 1,3 km nordnordöstlich des Wolak Peak auf.
Das New Zealand Antarctic Place-Names Committee benannte ihn 1982 nach Utgard, der „Außenwelt“ aus der nordischen Mythologie.